# Cappella Piccolomini
La cappella Piccolomini è una cappella rinascimentale della chiesa di Sant'Anna dei Lombardi a Napoli.
Rappresenta l'esempio più significativo della cultura figurativa dell'ultimo Quattrocento toscano in terra partenopea.

## Storia e descrizione
La cappella venne costruita in un arco temporale che va dal 1475 al 1490 con il trasferimento delle spoglie di Maria d'Aragona, figlia di Ferdinando I di Napoli. La committenza spetta tuttavia al marito Antonio Piccolomini (morto nel 1493), i cui negoziati con gli scultori Antonio Rossellino e Benedetto da Maiano per la costruzione e la decorazione della cappella furono portati avanti dalla famiglia toscana degli Strozzi, che aveva a Napoli una filiale della loro banca attraverso cui si effettuavano i pagamenti agli artisti. Nello stesso periodo, inoltre, venivano ricostruite nella chiesa le cappelle Tolosa e Mastrogiudice-Correale, facendo di Sant'Anna dei Lombardi il principale cantiere del Rinascimento toscano a Napoli.
La cappella Piccolomini in particolare fu il più significativo di questi interventi. Venne riproposto in questa occasione lo schema della cappella del Cardinale del Portogallo nella chiesa fiorentina di San Miniato al Monte, caratterizzato da un armonioso intrecciarsi di scultura, architettura, pittura, terracotta invetriata e mosaico.
La cappella è concepita come una struttura a sé stante dalla chiesa, messa in comunicazione con la navata da un grande arco a lacunari sul cui lato interno alla cappella sono posti agli angoli alti due stemmi della famiglia Piccolomini. Ampi oculi e finestre garantiscono l'illuminazione dell'insieme. Il pavimento è intarsiato con motivi policromi di ispirazione cosmatesca. Ricchissimo il corredo scultoreo, curato da Benedetto da Maiano e dal Rossellino, intervallato da specchiature marmoree policrome che citavano prestigiosi edifici antichi, come il Pantheon a Roma. La parte superiore delle lunette, invece, venne poi decorata da affreschi di artisti locali. 
All'interno, addossato alla parete sinistra, è il monumento funebre a Maria d'Aragona e sopra di esso, in un tondo sorretto da due angeli è un altorilievo della Madonna col Bambino; l'opera è iniziata da Antonio Rossellino intorno al 1475 ed ultimata da Benedetto da Maiano dopo la sua morte. Sempre del Rossellino è, nella parete frontale, l'altare sotto un arco su cui sono scolpiti a bassorilievo l'Adorazione dei pastori con ai lati le sculture di San Giacomo e San Giovanni e più in alto due tondi con figure di profeti. Nella parete destra invece, è collocato un seggio marmoreo sotto un arco con in alto affreschi riprendenti la scena dell'Annunciazione databile al XV secolo.
Rispetto al modello fiorentino, la cappella Piccolomini si differenzia per un più marcato ed esuberante ricorso ad elementi decorativi, in linea con il gusto della corte aragonese.

## Opere
| Foto | Descrizione                                 | Collocazione    |
| ---- | ------------------------------------------- | --------------- |
|      | Mosaico cosmatesco                          | Pavimento       |
|      | Monumento funebre a Maria d'Aragona         | Parete sinistra |
|      | Altare marmoreo dell'Adorazione dei pastori | Parete centrale |
|      | Seggio e affresco dell'Annunciazione        | Parete destra   |